# Piazza Fardella da Torrearsa

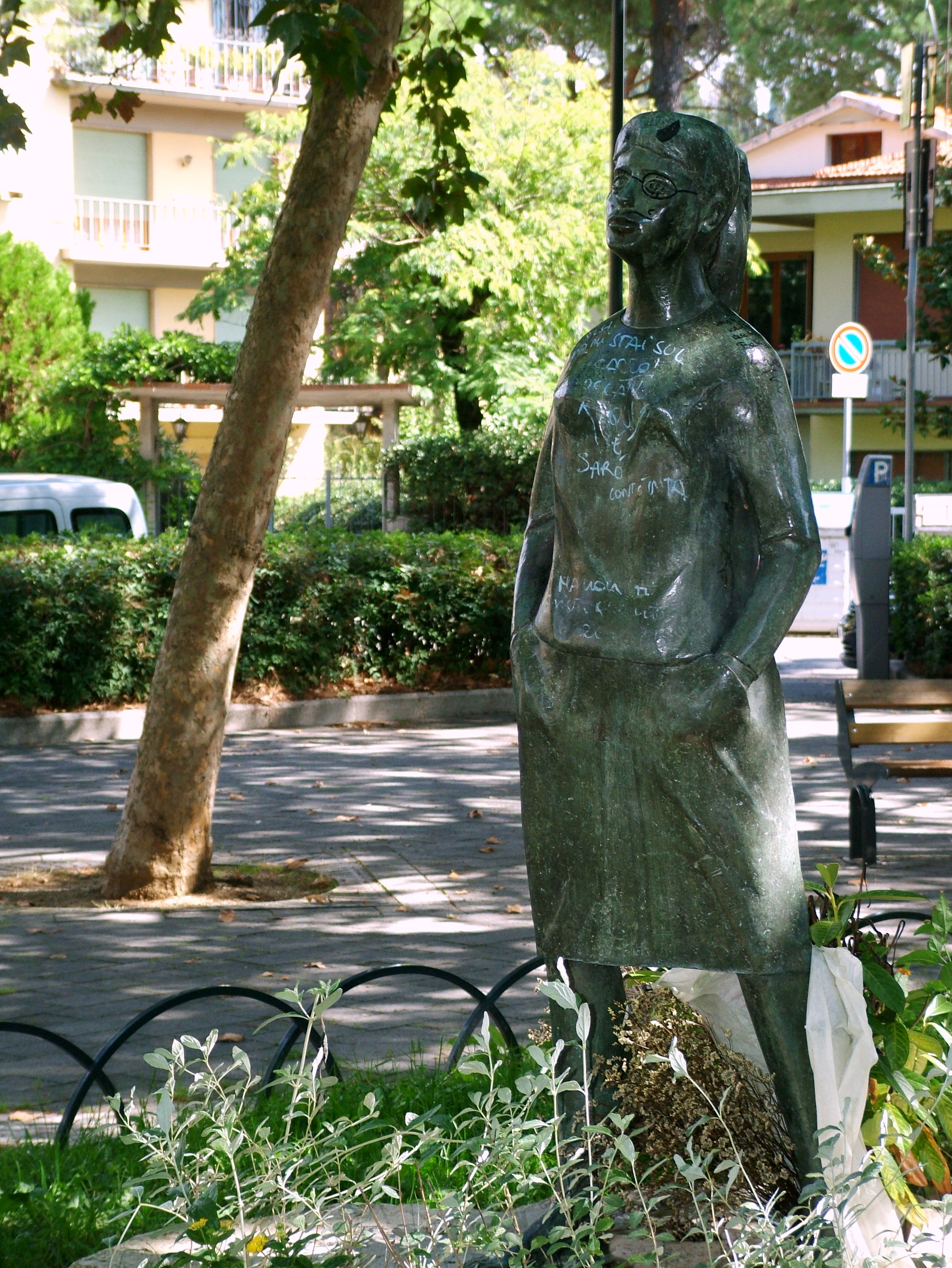
L'azione dei vandali sulla statua di Piazza Fardella

Piazza Vincenzo Fardella da Torrearsa si trova a Firenze nel quartiere di Campo di Marte, nell'area posta lungo il corso dell'Affrico in prossimità del Salviatino ed è dedicata al marchese Vincenzo Fardella di Torrearsa, presidente del Senato del Regno.

## Storia e descrizione
La sua realizzazione è stata decisa dall'amministrazione comunale a metà degli anni '50; per la sua forma pentagonale irregolare con struttura viaria radiale, offre belle visuali della collina di Camerata, San Domenico ed il Salviatino.
Sulla piazza si affacciano edifici di realizzazione moderna che non suscitano particolare interesse; al suo interno però si trova un giardino. 
Nel 2003 il Comune ha messo in atto un'operazione di riqualificazione dell'intero giardino, realizzandone la ripavimentazione con materiali drenanti ed antiscivolo e la rimozione delle barriere architettoniche, la sostituzione dei vecchi arredi (panchine, cestini, fontanella) e l'installazione di un nuovo impianto di illuminazione per giardino e carreggiata.
Le siepi perimetrali, costituite da piante di pitosforo, sono intervallate da alti pini, mentre all'interno fanno bella mostra di sé un anello di platani, un acero ed una quercia rossa.

### Monumenti
Al centro del giardino è collocata la scultura "La ragazza col pullover”, opera dell'artista calabrese Zino Boldini Nisticò.
L'opera, scolpita nel 1953 e collocata nella piazza nel 1959 per volere dell'allora sindaco di Firenze Giorgio La Pira, ha come soggetto una ragazza, tramite cui l'artista ha omaggiato il suo primo amore di gioventù, con i capelli raccolti e dall'aspetto fresco e sicuro.
La scultura è stata purtroppo oggetto nel corso degli anni di ripetuti atti di vandalismo, a seguito dei quali ignoti l'hanno ricoperta da vernici spray (perlopiù di colore viola, così da riprodurre la divisa della squadra di calcio della Fiorentina), ragione per cui se ne è più volte resa necessaria una ripulitura; la collocazione della statua su un basamento molto basso, assieme ad un'illuminazione notturna poco efficiente e la presenza di siepi perimetrali intorno al giardino hanno reso evidentemente più facile l'azione dei vandali, che potevano godere di una ridotta visibilità dall'esterno del giardino.
L'ultimo intervento di restauro dell'opera ha avuto luogo nella seconda metà del 2003; nonostante tutto, la statua è stata prontamente ricoperta ancora una volta di scritte e segni con pennarelli e marker indelebili dall'azione di ignoti vandali.